# Kao Corporation
Kao Corporation (花王株式会社 (Hoa Vương Chu thức hội xã) Kaō Kabushiki-gaisha) là một công ty hóa mỹ phẩm có trụ sở tại Nihonbashi-Kayabacho, Chūō, Tokyo, Nhật Bản.

## Lịch sử
Kao được Tomiro Nagase thành lập vào năm 1887 với tư cách là một nhà sản xuất xà phòng vệ sinh trong nhà. Cho đến năm 1940, họ được biết đến như Công ty Nihon Yuki (日本有機株式会社), đổi tên sau đó thành Công ty xà phòng Kao (花王石鹸株式会社), cuối cùng vào năm 1985 đổi thành Kao Corporation.
Thập niên 1960 và 1970
Trong thập niên 1960 và 1970, công ty mở rộng sang Đài Loan và ASEAN, cũng như hóa chất gốc hóa dầu để bổ sung cho hoạt động kinh doanh chính của công ty. Trong thời gian này, công ty đã đưa ra các sản phẩm gia dụng, sản phẩm giặt ủi và các sản phẩm công nghiệp để mở rộng cơ sở thu nhập của mình (chẳng hạn như bột giặt New Beads, chất làm mềm vải Humming, chất tẩy trắng Haiter và máy làm sạch gia đình Magiclean).
Thập niên 1980
Trong thập niên 1980, sản phẩm của công ty là tã giấy Merries, bột giặt Attack, dưỡng da hàng ngày Biore và dưỡng thể hằng ngày Biore U, Curel (1986) và mỹ phẩm Sofina đã được đưa ra thị trường. Trong thời gian này, Kao tham gia vào một số liên doanh (chăm sóc tóc tại Châu Âu, Nivea ở Nhật Bản với Beiersdorf) và chuyển nhượng (công ty Andrew Jergens năm 1988, Goldwell AG năm 1989) ở Bắc Mỹ và Châu Âu. Trong thời gian này, Kao cũng mở rộng để sản xuất đĩa mềm.
Thập niên 1990 và 2000
Trong thập niên 1990 và 2000, công ty mở rộng sang các nước Trung Quốc và Việt Nam, trong thời gian đó, đã mở ra nền kinh tế với phần còn lại của thế giới. Ngoài ra, công ty mở rộng sang các sản phẩm thực phẩm với Econa và Healthya. Công ty cũng tiếp tục thu được các doanh nghiệp (John Frieda năm 2002, Molton Brown năm 2005 và Kanebo Cosmetics năm 2006).
Tháng 9 năm 2009, Kao triệu hồi sản phẩm dầu nấu ăn Econa sau khi tiết lộ trên phương tiện truyền thông rằng một trong những thành phần trở nên gây ung thư sau khi tiêu hóa. Theo các phương tiện truyền thông báo cáo, Econa chứa từ 10 đến 182 lần lượng glycidol este axit béo được tìm thấy trong dầu ăn thường xuyên. Kao cũng loại bỏ tokuho, hoặc chỉ định "thực phẩm lành mạnh" chính phủ từ nhãn sản phẩm.

Quảng cáo
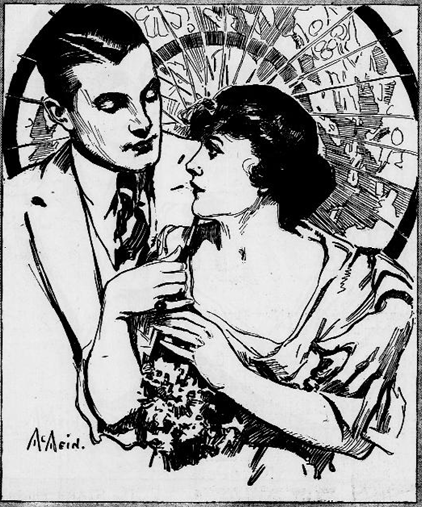
Công ty TNHH Kao Việt Nam - Lô A12, Khu công nghiệp Long Bình (Amata), Phường Long Bình, Thành phố Biên Hòa, Tỉnh Đồng Nai.

## Nhãn hiệu sở hữu
- Attack
- Ban
- Bioré
- Curel
- Goldwell
- Jergens
- John Frieda
- KMS
- Laurier
- Merries, Success, Bioreu, Magiclean, Merit
- Molton Brown